# Jacques Mattler
Pour les articles homonymes, voir Mattler.
Marie Louis Jacques Sogler dit Jacques Mattler, né le 28 août 1892 à Limoges et mort le 26 août 1954 dans le 7e arrondissement de Paris, est un acteur français.

## Filmographie
- 1934 : L'aventurier de Marcel L'Herbier - Un parlementaire
- 1934 : Maître Bolbec et son mari de Jacques Natanson
- 1935 : Le Clown Bux de Jacques Natanson - Le juge français
- 1935 : Dora Nelson de René Guissart - Le portier du palace de San Remo
- 1935 : Baccara d'Yves Mirande - Un invité chez Elsa
- 1937 : Orage de Marc Allégret
- 1938 : Le Capitaine Benoît de Maurice de Canonge - Un conjuré
- 1938 : Le patriote de Maurice Tourneur - Le commandant disgracié
- 1939 : Entente cordiale de Marcel L'Herbier
- 1939 : L'Esclave blanche de Mark Sorkin - Un conseiller
- 1940 : Le Collier de chanvre de Léon Mathot
- 1940 : Sur le plancher des vaches de Pierre-Jean Ducis - Un médecin
- 1946 : Miroir de Raymond Lamy - L'avocat général
- 1947 : Erreur judiciaire de Maurice de Canonge - L'avocat général
- 1948 : Les casse-pieds ou La Parade du temps perdu de Jean Dréville - L'industriel
- 1948 : Cinq tulipes rouges de Jean Stelli - Le directeur de la P.J
- 1948 : Le Mystère Barton de Charles Spaak - Le juge
- 1948 : Le Mystérieux Monsieur Sylvain de Jean Stelli
- 1948 : Retour à la vie de Jean Dréville - Le délégué dans le sketch : Le retour de René
- 1948 : Tous les deux de Louis Cuny - Le médecin américain
- 1949 : Millionnaires d'un jour de André Hunebelle
- 1949 : La nuit s'achève de Pierre Méré - Le commissaire Moreau
- 1949 : Vient de paraître de jacques Houssin - Un écrivain
- 1951 : Monsieur Leguignon lampiste de Maurice Labro
- 1953 : Le Petit Jacques de Robert Bibal
- 1954 : La Rage au corps de Ralph Habib - Le directeur
- 1954 : Mam'zelle Nitouche de Yves Allégret - Un acteur

## Théâtre
- 1934 : Tessa, la nymphe au cœur fidèle adaptation Jean Giraudoux d'après Basil Dean et Margaret Kennedy, mise en scène Louis Jouvet, Théâtre de l'Athénée
- 1936 : Fric-Frac d'Édouard Bourdet, Théâtre de la Michodière
- 1937 : L'Opéra de quat'sous de Bertolt Brecht, mise en scène Francesco von Mendelssohn, Raymond Rouleau,  Théâtre de l'Étoile